# Drew Lock
Paul Andrew Lock (Columbia, Misuri, 10 de noviembre de 1996), más conocido como Drew Lock, es un jugador profesional estadounidense de fútbol americano que se desempeña en la posición de quarterback en New York Giants, equipo de la National Football League (NFL).

## Carrera
Fue seleccionado en la segunda ronda en la Reunión Anual de Selección de Jugadores de la NFL de 2019. Hizo su debut profesional con el equipo Denver Broncos, en el cual jugó tres temporadas (2019-2022), luego pasó a Seattle Seahawks, donde jugó dos temporadas, en 2024 se unió a New York Giants.